# HOLON Linux
HOLON Linux (ホロン・リナックス) は、Linuxディストリビューションの一つ。日本の株式会社（初期は有限会社）・ホロン（現：株式会社インターチャネル）によって開発・販売されていた。
HOLON Linux4 for PCとHOLON Linux4 for Macintoshの二種類があった。

## 歴史
- 2000年 4月21日 Linux 2000Gリリース
- 2000年11月 2日 HOLON Linux 2.0 Serverリリース
- 2001年 7月13日 HOLON Linux 3.0リリース
- 2002年 9月 6日 HOLON Linux 4リリース
- 2002年11月 5日 HOLON Linux 4 アップグレードパック1 配布開始
- 2003年 2月 3日 HOLON Linux 4 アップグレードパック2 配布開始
- 2006年 8月 1日 インターチャネルに吸収合併され、インターチャネル・ホロンに社名変更。
  - ホロンの創業は1996年10月。
- 2008年 8月11日 インターチャネル・ホロン、親会社であるインデックス・ヴィジュアルアンドゲームズと合併し、インターチャネルに社名変更。
- 2008年10月31日 HOLON Linux 4 の販売･サポート（および以後の開発）終了。
  - XonWindows3(Cygwin)等、同社から発売されていた他Linux関連製品も全て販売･サポート（および以後の開発）終了となる。LinuxDrive for Windowsについては、2005年10月30日に販売･サポート（および以後の開発）終了となっている。